# (1171) Rusthawelia
(1171) Rusthawelia (désignation provisoire 1930 TA) est un astéroïde de la ceinture principale découvert le 3 octobre 1930 à Uccle par l'astronome belge Sylvain Arend. Son nom est un hommage au poète géorgien Chota Roustavéli.

## Historique
Sa désignation provisoire, lors de sa découverte le 3 octobre 1930, était 1930 TA.
Lors de sa première découverte en 1904 par Max Wolf, il est nommé (525) Adélaïde ; redécouvert en 1930, il est nommé (1171) Rusthawelia. Quand les astronomes se sont aperçus qu'il s'agissait du même objet céleste, le premier objet a été débaptisé et le nom (525) Adélaïde a été donné à un autre astéroïde pour ne pas laisser le nombre 525 libre.

## Caractéristiques
Sa distance minimale d'intersection de l'orbite terrestre est de 1,583 670 ua. Son demi-grand axe est de 3,180 ua